# 波利恰卢尔
波利恰卢尔（Polichalur），是印度泰米尔纳德邦Kancheepuram县的一个城镇。总人口15329（2001年）。

## 人口
该地2001年总人口15329人，其中男性7796人，女性7533人；0—6岁人口1635人，其中男801人，女834人；识字率78.28%，其中男性为83.67%，女性为72.69%。